# Борщевик Вильгельмса
Борщевик Вильгельмса (лат. Heracleum wilhelmsii) — крупное травянистое растение рода Борщевик (Heracleum) семейства Зонтичные (Apiaceae), распространенное в Закавказье. Вид назван в честь ботаника Христиана Вильгельмса.
Описан по экземпляру, выращенному из семян, присланных Вильгельмсом из Грузии.

## Ботаническое описание
Травянистое растение 1-2 м в высоту. Стебель глубоко бороздчатый, ребристый, густо опушенный. Листья с верхней стороны голые, с нижней густо и мелко опушенные. Прикорневые и нижние стеблевые листья тройчатые, реже перисто-сложные из двух пар боковых сегментов, первая пара сегментов на коротких черешочках, вторая сидячая; сегменты в очертании яйцевидные, неравнобокие, перисто надрезанные на ланцетные, сильно заостренные дольки, конечный сегмент в очертании почти округлый, глубоко перисто надрезанный на яйцевидно-продолговатые доли, последние в свою очередь глубоко перисто надрезанные на ланцетные, сильно заостренные дольки. Верхние листья уменьшенные с сильно расширенным влагалищем. Зонтики крупные, до 40-50 см в диаметре, многолучевые, лучи зонтика и зонтичков мелко и шероховато опушенные. Листочки обертки и оберточки линейно-шиловидные, неравные. Цветки белые, завязь густо опушенная. Зубцы чашечки ясно заметные, треугольные, зеленые. Внешние лепестки краевых цветков в зонтичках сильно увеличенные, 10-12 мм в длину, глубоко двулопастные.
Плоды обратнояйцевидные, 10-13 мм в длину и 7-9 мм в ширину, густо усаженные направленными вверх изогнутыми шиповатыми волосками.

## Распространение и экология
Эндемик Восточного Закавказья (Триалетский и Эрушетский округа).
Произрастает в верхнем лесном и субальпийском поясах.

## Отличия от близких видов
Имеет черты сходства с H. pubescens, но наиболее близок к H. sosnowskyi. Отличается от H. pubescens и H. sosnowskyi открытыми влагалищами листьев, сужающимися к верхушке, и внешними лепестками зигоморфных цветков.

## Значение
Кормовое растение. Урожай зелёной массы составляет 915,6 ц/га. Содержание сахаров составляет 17,3 % от массы сухого вещества.